# Loren Murchison
Loren Murchison, född 17 december 1898 i Farmersville i Texas, död 11 juni 1979 i Lakewood i New Jersey, var en amerikansk friidrottare.
Murchison blev olympisk mästare på 4 x 100 meter vid olympiska sommarspelen 1920 i Antwerpen och vid olympiska sommarspelen 1924 i Paris.